# Bruttig-Treis

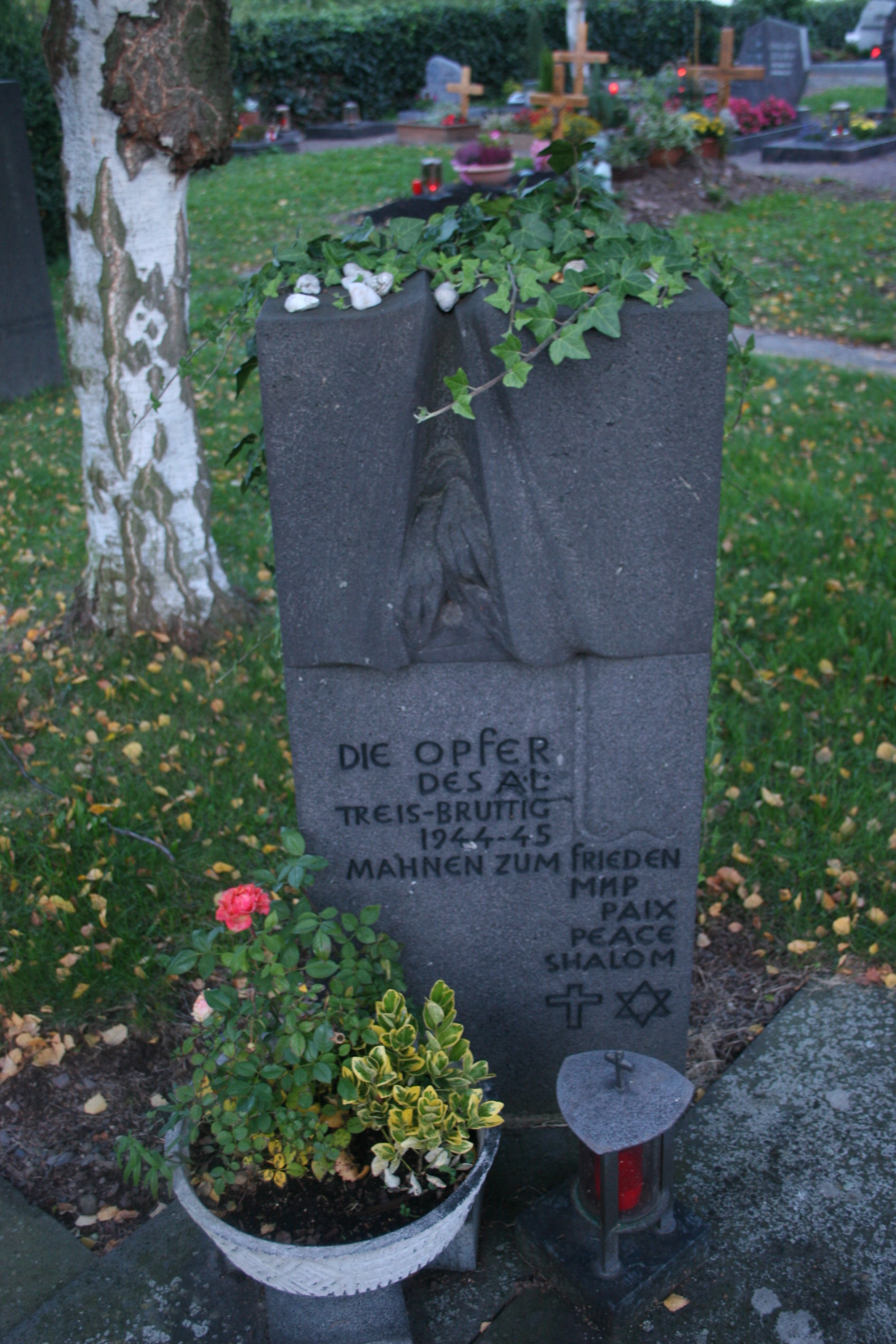
Gedenksteen op het kerkhof van Bruttig

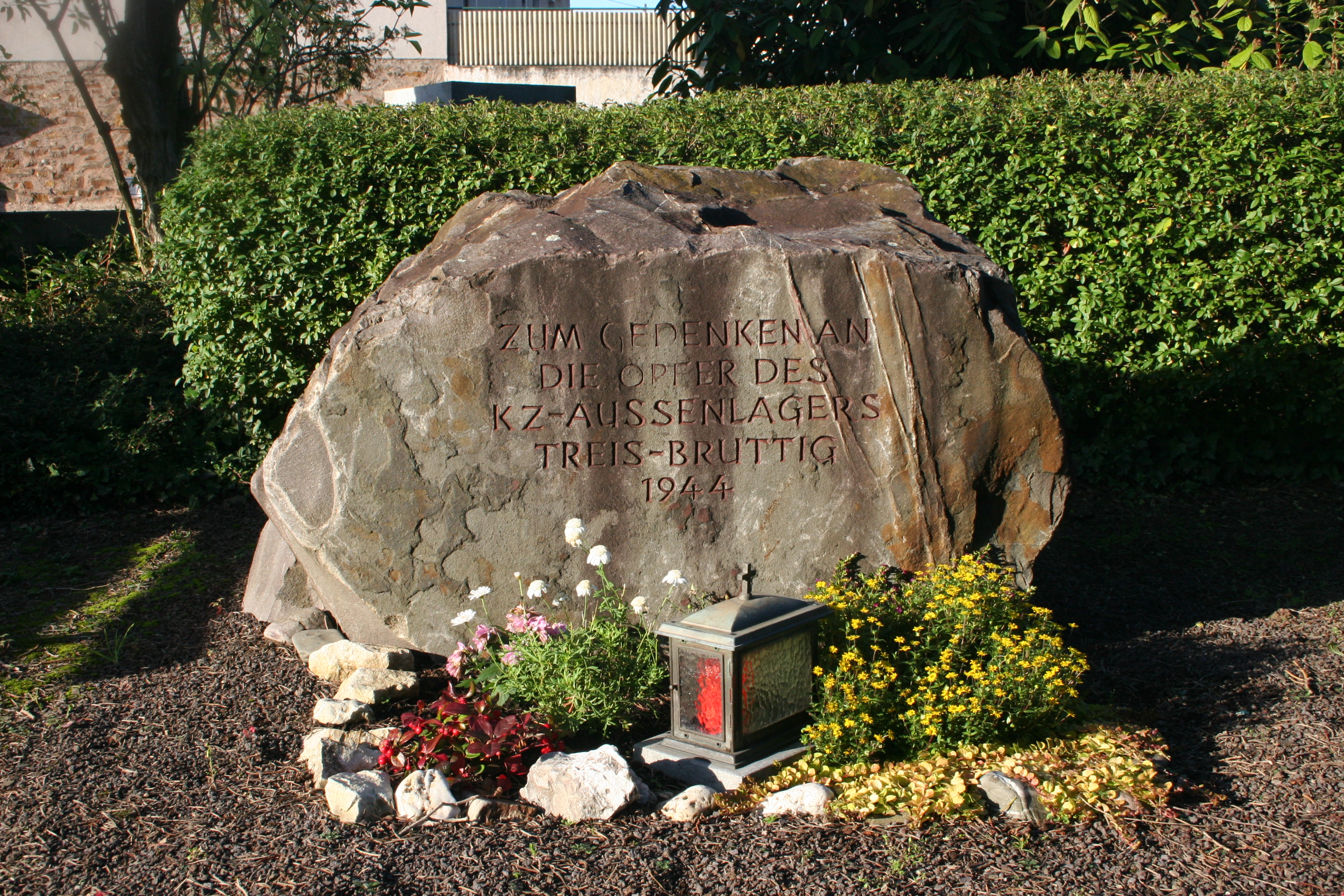
Gedenksteen op het kerkhof van Treis

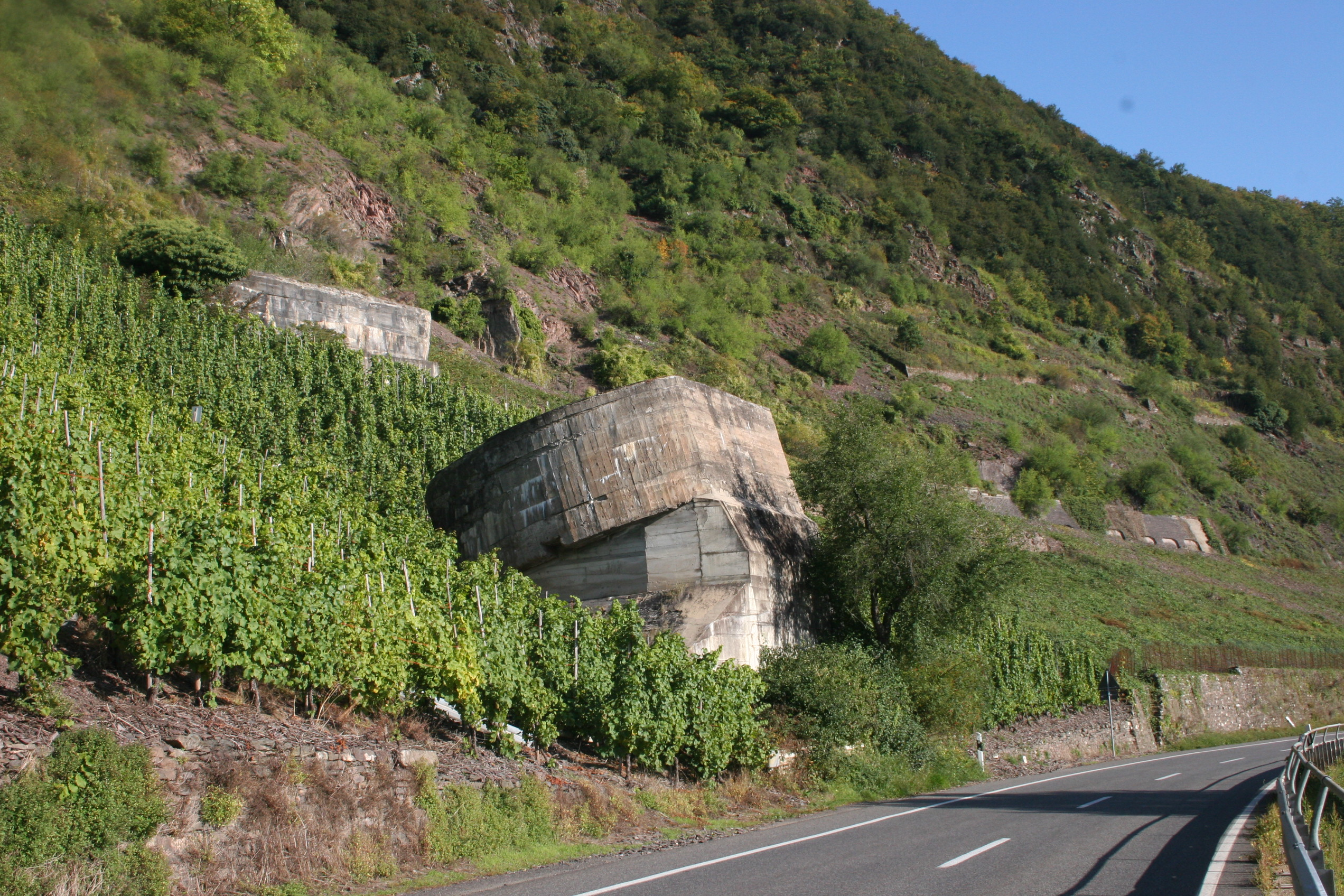
Watertanks onder de verlaten spoorwegdam bij de zuidelijke ingang van de tunnel naar Treis ten noorden van Bruttig. De watertanks werden gebouwd in 1944 en maakten deel uit van de productiefabriek in de tunnel

KZ Bruttig-Treis was een concentratiekamp tussen de Rijnland-Paltse plaatsen Bruttig en Treis. Het betrof een buitenkamp van het kamp Natzweiler-Struthof en bestond tussen 10 maart 1944 tot de opheffing ervan op 14 september 1944.

## Het begin van de bouw
Tussen de Moezelplaatsen Bruttig en Treis bevond zich een spoorwegtunnel die niet werd gebruikt en oorspronkelijk was bedoeld om een grote rivierboog af te snijden. De spoorlijn werd echter nooit aangelegd en in plaats daarvan werd de tunnel gebruikt voor de teelt van champignons. Vanwege de verslechterende militaire situatie besloot de leiding van het nazi-regime de tunnel uit te bouwen om er een bomveilige productieplaats in te kunnen richten. Onder de codenaam WIDU GmbH zou het bedrijf Robert Bosch GmbH een onderaardse fabriek voor de productie van bougies en elektrische accessoires ten behoeve van de vliegtuigindustrie onderbrengen. Het totale project kreeg de codenaam Zeisig of A7 .
De planning was om in de 2,8 kilometer lange tunnelbuis een gebruiksruimte van 21.000 m² te creëren. Kampcommandant was SS-Hauptsturmführer Gerrit Oldeboershuis; zijn plaatsvervanger SS-Untersturmführer Karl-Heinz Burckhardt. Het commando had zijn zetel in het naburige Cochem en bestond in totaal uit 18 SS-leden. Het lag in de bedoeling om voor de bouw van het productiecomplex concentratiekampbewoners te gebruiken, terwijl de productie werd voorbehouden aan vaklieden van Bosch en buitenlandse dwangarbeiders.

## De eerste gevangenen
Op 10 maart 1944 werden de eerste 300 geïnterneerden uit het concentratiekamp Natzweiler-Struthof met wagens aangevoerd. Het betroffen voornamelijk Fransen, maar ook Belgen, Nederlanders, Luxemburgers, Noren, Russen, Polen, Oekraïners, Grieken, Italianen, Spanjaarden en enkele Duitsers. Volgens verklaringen staken de wagens in een lange colonne onder het toeziend oog van veel burgers de brug tussen Cochem en Cond over. Er waren voor de huisvesting van de gevangenen verder geen voorbereidingen getroffen en bij aankomst werd ter plaatse een leegstaand pension gevorderd,  dat werd omheind met een hek met prikkeldraad. Het gebouw was echter veel te klein en bood slechts plaats aan de helft van de gevangenen. De volgende dag staken de andere 150 gevangenen de berg over naar Treis, waar ze op een vergelijkbare wijze werden gehuisvest. Hiermee wordt het begin van het buitenkamp Bruttig-Treis gemarkeerd. Vervolgens werd een deel van de gevangenen gedwongen om zowel aan de rand van Bruttig als van Treis een kampcomplex te bouwen, dat in de loop van april gereed kwam. Daarna werden de gevangenen vanuit hun provisorische onderkomens verhuisd naar de nieuwe kampen. Het buitenkamp bereikte op 24 juli 1944 met 1527 gevangenen de grootste bezetting. In totaal werden er meer dan 2000 gevangenen naar Bruttig-Treis gestuurd.

## NN gevangenen
Bij de selectie van gevangenen had de SS in het concentratiekamp een grove fout gemaakt. Er waren zogenaamde NN-gevangenen op transport naar Bruttig gezet. NN was de afkorting van “Nacht und Nebel”, hetgeen zoveel betekende dat niemand iets van hun verblijf mocht vernemen. Tot deze groep behoorden bijvoorbeeld leden van het verzet. Zo deze NN-gevangenen niet onmiddellijk bij aankomst werden vermoord, werden ze het slachtoffer van vreselijke pesterijen. Deze gevangenen mochten niet naar buitenkampen worden gedeporteerd en toen de SS in Natzweiler-Struthof zich van de fout bewust werd, vaardigde men onmiddellijk het bevel aan het buitenkamp uit om de NN-gevangenen terug te sturen. Op 8 april 1944 verlieten de vermagerde, bevuilde en halfnaakte Franse gevangenen het station van Cochem. Van de 150 NN-gevangenen overleefden 40 de eerste maand niet.

## De omstandigheden in het kamp
De werkzaamheden in de tunnel vonden onder onmenselijke omstandigheden plaats. Vooral in de eerste fase moesten de gevangenen diep in de modder werken om de resten van de voormalige teelt van champignons te verwijderen. Vervangende kleding ontbrak en ‘s nachts moesten de gevangenen in dezelfde natte kampkleding slapen. De voeding bestond slechts uit een dunne soep. Pogingen om een tweede portie te verkrijgen werden met een pak slaag afgestraft.  Om niet te verhongeren aten de gevangenen gras en slakken. “Eén slak per dag verlengt het leven met een dag” was het devies van een kampbewoner. Wegens de slechte voeding brak er dysenterie uit, hetgeen de kampbewoners nog verder verzwakte. Tegelijkertijd stelde de SS hen per nacht slechts één emmer voor het doen van behoeften ter beschikking, die slechts één keer ’s ochtends geleegd mocht worden.
Ook de behandeling van de concentratiekampbewoners getuigde van extreme wreedheid. Zo omschreven getuigen het lot van zes Franse gevangenen na een mislukte ontsnappingspoging. Twee van hen werden op Goede Vrijdag gekruisigd, waarbij de overige gevangenen het lijden moesten aanzien. Getuigen beschreven ook een favoriete bezigheid van de SS, het boomhangen, waarbij de betrokkene met gebonden handen op de rug aan de armen werd opgetrokken.  
Een gebruikelijke straf voor bijvoorbeeld het eten van gras was de lijfstraf op een strafblok. Het slachtoffer moest het aantal stokslagen zelf hardop tellen, maar als het slachtoffer zich dan vervolgens vergiste in het aantal stokslagen moest de straf van voren af aan opnieuw worden ondergaan. 
Een andere geliefde bezigheid van de SS was het stukslaan van wijnflessen en de gevangenen er blootvoets over heen te laten lopen. 
In de weekenden werden er in het Hotel Wildburg grote SS-feesten georganiseerd, waarbij gevangenen voor de lol werden opgehangen, terwijl de aanwezige SS'ers zich vrolijk maakten over het gedrag van de stervenden. In een martelbarak van het kamp in Bruttig werden gevangenen gedwongen zichzelf op te hangen.

## Uitbraak
Eind april 1944 vond er een massale uitbraak plaats van de Russische gevangenen. De Russen kwamen samen met Pools concentratiekampbewoners op 6 april 1944 in het buitenkamp aan. Over het precieze aantal vluchtelingen zijn verschillende meningen. Kampdocumentatie wijst op 21 personen, de procesprotocollen spreken echter van 60 gevluchte kampbewoners. Acht vluchtelingen wisten daadwerkelijk te ontkomen, 13 werden in de omgeving van het kamp weer opgepakt. Getuigen beschreven dat een  bewoner een schep aan een SS'er overhandigde, waarmee deze een gearresteerde gevangene in elkaar sloeg. De uitbraak leidde tot een wisseling in de kampleiding. Rudolf Beer werd door de SS-Obersturmführer Walter Scheffe vervangen. Op 20 juni 1944 werden de opgepakte gevangenen door de handen van medegevangenen opgehangen; als beloning hiervoor kregen de medegevangenen een stuk brood.

## Contacten met de bevolking
Contacten tussen kampbewoners en de lokale bewoners waren niet toegestaan. Desondanks lukte het inwoners steeds weer om brood of fruit te geven. Ze legden het eten op palen of muren waar de colonne gevangenen dagelijks langs liep. Het geven van eten was niet ongevaarlijk en men riskeerde er zware straffen voor. In enkele gevallen werden de hulpverleners zelf dwangarbeider.

## Opheffing van het kamp
In juni 1944 vonden er nieuwe wijzigingen in de kampleiding plaats.  Walter Scheffe werd vervangen door de SS-Untersturmführer Heinrich Wicker, die later tijdens de bevrijding van het concentratiekamp Dachau zou worden omgebracht. De 23-jarige Wicker wist in wreedheid zijn voorganger nog te overtreffen ook en bleef de leiding houden tot de evacuatie van het kamp op 14 september 1944. Tijdens de ontruiming van het kamp werden de gevangenen naar het goederenstation van Cochem vervoerd, waar ze in afgesloten wagons werden opgesloten. Een dag later bracht de trein hen naar het concentratiekamp Nordhausen en van daaruit naar het kamp Ellrich in de Harz.
Na de oorlog werd het kamp voor de tijdelijke huisvesting van dwangarbeiders gebruikt. Sommige gebouwen werden verder later gebruikt als woning, winkel of opslagplaats.

## Gedenkteken
Tot op de dag van vandaag bestaat er geen herdenkingsplek voor de slachtoffers van het concentratiekamp Bruttig-Treis. Het laatste gebouw van het kamp in Treis werd halverwege de jaren 1980 gesloopt; op de plaats werd een ijzerhandel gebouwd. Op de kerkhoven van Bruttig en van Treis verschenen wel bescheiden gedenkstenen. Eind 2010 werd door het regionale partijbestuur van Die Linke een werkgroep ingesteld om te ijveren voor een herdenkingsplaquette bij het station van Cochem.

## referenties
- Dit artikel of een eerdere versie ervan is een (gedeeltelijke) vertaling van het artikel KZ Bruttig-Treis op de Duitstalige Wikipedia, dat onder de licentie Creative Commons Naamsvermelding/Gelijk delen valt. Zie de bewerkingsgeschiedenis aldaar.

1. ↑  https://web.archive.org/web/20141025012020/http://www.scrapbookpages.com/DachauScrapbook/DachauLiberation/Wicker.html

Alfabetisch op naam.  Indien een kamp meerdere rollen had, staat het in de "hoogste" groep.
Zie ook: Lijst van naziconcentratiekampen · Jappenkampen in Nederlands-Indië · Lijst van jappenkampen